# 64-я отдельная гвардейская мотострелковая бригада
64-я отдельная гвардейская мотострелковая бригада (сокр. 64 омсбр, в/ч 51460) — тактическое соединение (бригада) Сухопутных войск Российской Федерации. Находится в составе 35-й общевойсковой армии.
Бригада сформирована 1 января 2009 года из 882-го мотострелкового полка 270-й мотострелковой дивизии. Бригада располагается в посёлке Князе-Волконское (Хабаровский край).

## История
Предшественником бригады является 882-й мотострелковый полк 60-й танковой Севско-Варшавской Краснознамённой, ордена Суворова дивизии, а позже 270-й мотострелковой дивизии.
В августе 1967 года полк при 60-й танковой дивизии Московского военного округа, дислоцировавшейся в г. Горький, был переведён в состав кадрированных частей 270-й мотострелковой дивизии в Дальневосточный военный округ (ДальВО). В октябре 1967 года формирование прибыло к месту постоянной дислокации в с. Князе-Волконское, в 129-ю учебную мотострелковую дивизию ДальВО, а в конце 1970 года было передислоцировано в пгт Красная Речка и в составе 270-й мсд переподчинено 45-му армейскому корпусу. С 1 ноября 1972 года полк был включён в состав 15-й общевойсковой армии. С октября 1974 года полк был введён в состав сил немедленного реагирования.
11 мая 1980 года полк перешёл на штат № 5/107 «В».
В декабре 1994 года полк доукомплектован до штата военного времени.
8—9 января 1995 года личный состав полка был отправлен в Мулино для пополнения 245-го гвардейского мотострелкового полка, который направился в боевую командировку для участия в Первой чеченской войне.
1 сентября 1997 года полк был выведен из состава 270-й мотострелковой дивизии и переведён в состав 81-й гвардейской мотострелковой Красноградской Краснознамённой, ордена Суворова дивизии (81 гв. мсд). 6 июня 1999 года формирование изъято из 81-й гв. мсд и вновь введено в состав 270-й мсд. В 2001 году 882-й мотострелковый полк выведен из состава сил немедленного реагирования. С июня 2001 года 882-й мотострелковый полк в составе 270-й мотострелковой дивизии входит в состав частей 35-й Краснознамённой армии.
На основании директивы Министра обороны Российской Федерации от 1 января 2009 года на базе 882-го мотострелкового полка сформирована 64-я отдельная мотострелковая бригада с местом дислокации в военных городках № 33 (базовый), № 1 и пгт Красная Речка.
В 2012 году на основании указа Президента Российской Федерации 64-я отдельная мотострелковая бригада передислоцирована из пгт Красная Речка в с. Князе-Волконское Хабаровского края.
В 2013 году подразделения бригады принимали участие в противопаводковых мероприятиях в ходе наводнения на Дальнем Востоке. Военнослужащие наводили понтонные переправы и разворачивали эвакуационные пункты.

## Российско-украинская война
4 апреля 2022 года украинская разведка заявила, что военнослужащие 64-й отдельной мотострелковой бригады принимали участие в массовых убийствах гражданского населения в городе Буча. В этот же день украинский веб-сайт гражданской журналистики InformNapalm назвал имя командира бригады — Омуреков Азатбек Асанбекович, и опубликовал другие его личные данные.
Военные прибыли в Бучу в середине марта. В течение следующих 18 дней в одной локации Бучи, которую бригада взяла под свой контроль, было убито 12 человек, в том числе все жители шести домов, где солдаты разбили лагерь.

Президент Украины Владимир Зеленский, посетив Бучу, рассказал о последствиях отступления российских войск из города, описав убитые целые семьи, людей с перерезанным горлом, женщин, изнасилованных и убитых на глазах у их детей:
Некоторые из них были расстреляны на улицах. Других бросали в колодцы, чтобы они умирали там, мучаясь. Они были убиты в своих квартирах, домах, взорваны гранатами. Гражданские лица были задавлены танками, сидя в своих машинах посреди дороги, только для их удовольствия… Женщин насиловали и убивали на глазах их детей. Им вырывали языки только потому, что агрессор не услышал того, что они хотели от них услышать.
Изнасилования российскими военными в Буче были подтверждены общественной правовой организацией La Strada, которая зарегистрировала 17 жертв изнасилования.
18 апреля 2022 года указом Президента РФ Владимира Путина бригаде «за массовый героизм и отвагу, стойкость и мужество, проявленные личным составом» присвоено почётное наименование «гвардейская».
Как минимум 44 солдата и офицера бригады погибли в конце февраля и в марте — в первом этапе российского вторжения, когда войска РФ пытались захватить Киев. 25 апреля были убиты семь солдат бригады.
Имеется информация об участии в грабежах и убийствах мирного населения военными бригады в селе Андреевка Киевской области. Согласно расследованию интернет-издания «Важные истории», командир бригады Азатбек Омурбеков силой вынуждал идти в бой так называемых «отказников» — солдат, не желающих воевать, угрожал им расстрелом, унижал солдат, а также передавал командованию ложную информацию о несуществующих успехах своей бригады. По данным журналистов, Омурбеков просил сообщать, что «уничтожен не один танк, а три; нет, пять», другой сослуживец сообщал что «Омурбеков докладывал, что всё, деревня взята. А к этой деревне ни одна машина не подходила». Кроме того, боец бригады Даниил Фролкин сознался журналистам  в убийстве мирного жителя в оккупированном селе.
В августе 2022 года из бригады пытались уволиться около 700 контрактников, но командиры не дают вернуться из Украины в Россию даже тем, у кого сроки контракта окончились. Кроме того, по словам военных, командиры приказывали им убивать мирных жителей, а солдаты бригады занимаются мародёрством. В ноябре 2022 года бывший боец бригады Никита Чибрин бежал в Мадрид и попросил в Испании политического убежища, дав показания в испанской полиции по военным преступлениям бригады.

### Санкции
Страны Евросоюза, США, Великобритания, Канада и ряд других стран ввели санкции против командира бригады. Кроме того, в санкционные списки стран Евросоюза и других стран за «зверства представляющие собой преступления против человечности и военные преступления», включены 43 военнослужащих 64-й отдельной мотострелковой бригады которые «убивали, насиловали и пытали мирных жителей в Буче».
21 ноября 2023 года командир бригады Омуреков попал под санкции США за причастность к «грубым нарушениям прав человека, а именно к убийствам безоружных украинских мирных жителей в Андреевке». Власти страны отмечают что Омурбеков командовал бригадой в Буче, «где, как установил Госдепартамент, они убивали, избивали, расчленяли, сжигали мирных жителей».

## Состав
- Управление[54].
- 1-й мотострелковый батальон
- 2-й мотострелковый батальон
- 3-й мотострелковый батальон
- Танковый батальон
- 1-й гаубичный самоходно-артиллерийский дивизион
- 2-й гаубичный самоходно-артиллерийский дивизион
- Реактивный артиллерийский дивизион
- Противотанковый артиллерийский дивизион
- Зенитный дивизион
- Зенитно-ракетный дивизион
- Разведывательный батальон
- Батальон связи
- Инженерно-сапёрный батальон
- Ремонтная рота
- Батальон материального обеспечения
- Стрелковая рота (снайперов)
- Рота БПЛА
- Рота РХБЗ
- Рота РЭБ
- Батарея управления и артиллерийской разведки (начальника артиллерии)
- Взвод управления и радиолокационной разведки (начальника противовоздушной обороны)
- Взвод управления (начальника разведывательного отделения)
- Комендантская рота
- Медицинская рота
- Взвод инструкторов
- Взвод тренажёров
- Полигон
- Оркестр

## Награждённые званием Героя Российской Федерации
- гвардии подполковник Омурбеков, Азатбек Асанбекович, командир бригады, 2022 год.
- гвардии полковник Кабицкий, Вячеслав Александрович, командир танкового батальона, 2022 год.